# Досон (Миннесота)
Досон (англ. Dawson) — город в округе Лак-ки-Парл, штат Миннесота, США. На площади 3,8 км² (3,8 км² — суша, водоёмов нет), согласно переписи 2002 года, проживают 1539 человек. Плотность населения составляет 402,9 чел./км².
- Телефонный код города — 320
- Почтовый индекс — 56232
- FIPS-код города — 27-14968[1]
- GNIS-идентификатор — 0642657[2]